# Сугжа
Су́гжа (также Сугджу, Сугжу, Сугджа) — река в Якутии, правый приток Алдана. Длина реки — 138 км. Площадь водосборного бассейна — 3260 км².
Река берет начало в отрогах хребта Сетте-Дабан в Томпонском районе Якутии, на границе с Усть-Майском улусом, на высоте более 800 м над уровнем моря. В верховьях течет по горной местности на северо-запад. После впадения Качелкуана поворачивает последовательно на запад и юго-запад. Впадает в Алдан по правому берегу на отметке ниже 126 м над уровнем моря, ниже впадения в Алдан реки Керби, в 535 км от устья Алдана. Ширина перед устьем — 57-75 м при глубине 0,5-1,3 м; скорость течения в низовьях составляет 1-1,5 м/с. Населённые пункты на реке отсутствуют. 

## Основные притоки
Указаны поименованные притоки длиной 20 км и более
| Название      | Расстояние от устья | Длина | Положение |
| ------------- | ------------------- | ----- | --------- |
| Уланичан      | 21                  | 63    | левый     |
| Качелкуан     | 63                  | 58    | правый    |
| Берандя       | 69                  | 26    | правый    |
| Елюкченир 1-й | 80                  | 24    | левый     |
| Елюкченир 2-й | 81                  | 28    | левый     |

## Данные водного реестра
По данным государственного водного реестра России и геоинформационной системы водохозяйственного районирования территории РФ, подготовленной Федеральным агентством водных ресурсов:
- Бассейновый округ — Ленский
- Речной бассейн — Лена
- Речной подбассейн — Алдан
- Водохозяйственный участок — Алдан от впадения реки Мая до впадения реки Амга
- Код водного объекта — 18030600712117300043548